# Kamienica Rembaczewskiego w Warszawie
Kamienica Feliksa Rembaczewskiego – nieistniejąca kamienica znajdująca się przed II wojną światową przy ul. Nowy Świat 9 w Warszawie. Obecnie na jej miejscu znajduje się początek ulicy Mysiej oraz rozbudowany gmach Banku Gospodarstwa Krajowego.

## Opis
Kamienica powstała około 1835 roku dla warszawskiego restauratora Feliksa Rembaczewskiego, według projektu architekta Antonio Corazziego. W XVIII wieku znajdował się w tym miejscu dworek Tomasza Żebry. Kamienica Rembaczewskiego wyróżniała się skromną fasadą z charakterystycznym trójdzielnym oknem na osi, które przypominało serlianę. Budynek pełnił funkcję mieszkalno-usługową; mieściły się w nim m.in. restauracja Rembaczewskiego, mleczarnia „Nadświdrzeńska”, a także przed I wojną światową salon mody „Aux quatre saisons”. W okresie międzywojennym działał tam sklep obuwniczy Karola Górskiego oraz salon sprzedaży samochodów Auto-Union, obecnie marki znanej jako Audi.
Kamienica została całkowicie zniszczona podczas II wojny światowej. Dziś w miejscu dawnej kamienicy znajduje się wylot ulicy Mysiej oraz część gmachu Banku Gospodarstwa Krajowego.